# Dessow
Dessow ist ein Ortsteil der Gemeinde Wusterhausen/Dosse im Landkreis Ostprignitz-Ruppin, Brandenburg.

## Geographie
Der Ort liegt im Ruppiner Land, etwa sieben Kilometer östlich des Ortskerns von Wusterhausen. Südlich von Dessow beginnt der Naturpark Westhavelland. Die nächste größere Stadt ist Neuruppin. Die Metropole Berlin liegt etwa 90 Kilometer entfernt.

## Geschichte

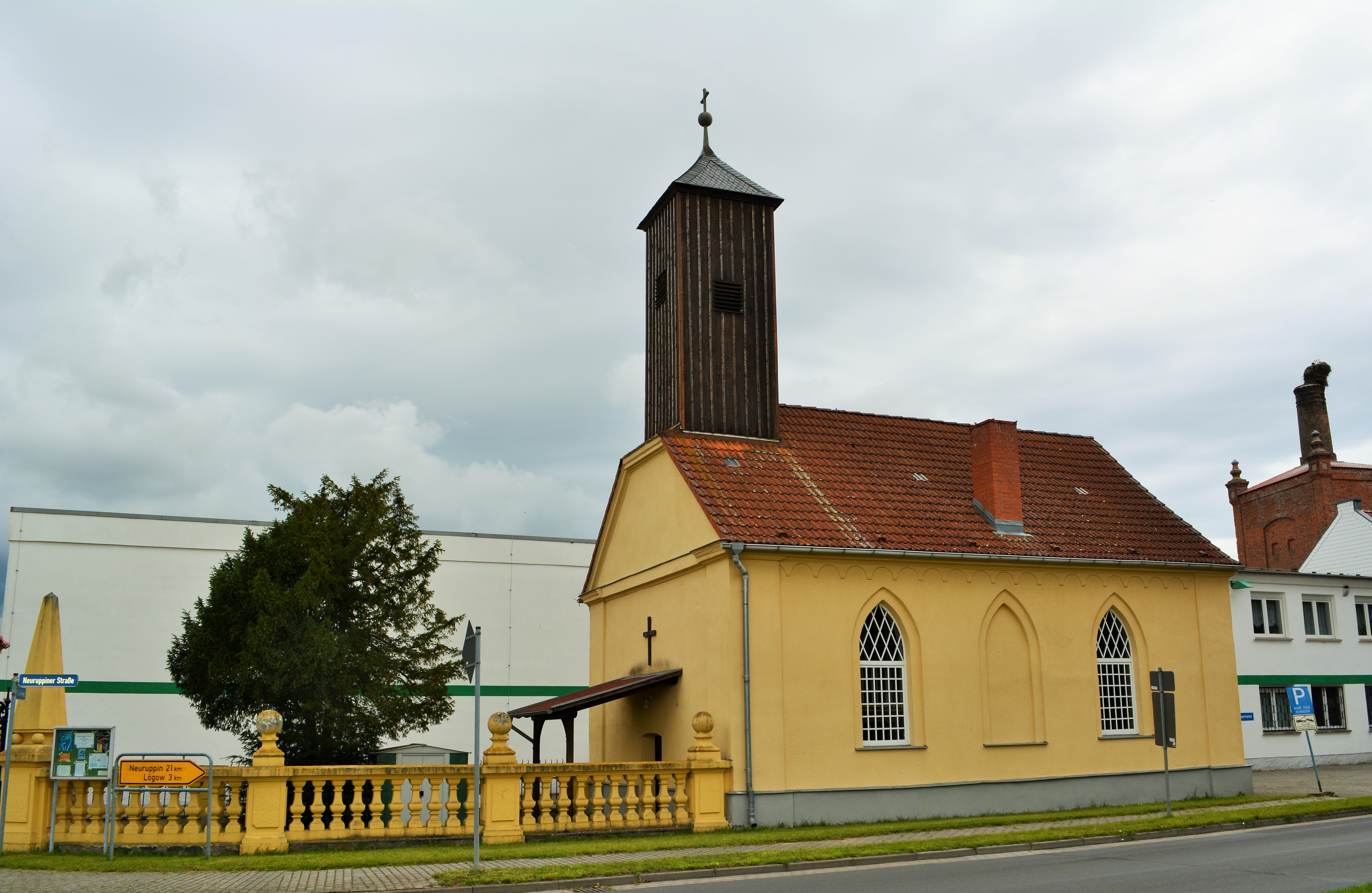
Dorfkirche Dessow

Bereits 1357 wird die Ortschaft erwähnt. Um 1490 gehörte Dessow zur im Kern reichsunmittelbaren Herrschaft Ruppin der Grafen von Lindow-Ruppin. Dessow war bis 1597 ein Lehngut derer von Rohr, danach wird es als Wüstung geführt. 1608 wurde der Ort Rittersitz.
Die selbstständige Gemeinde gehörte seit dem 1. August 1992 dem Amt Wusterhausen an und ist seit dem 1. Juli 2001 Ortsteil der amtsfreien Gemeinde Wusterhausen/Dosse.

### Brauwesen
Wegen des Gerstenanbaus um Dessow folgte 1867 die Errichtung einer Brauerei durch den Herrn von Kriegsheim, dessen Familie bis 1880 Besitzerin der Brauerei blieb. Damit kam die Industrialisierung nach Dessow. 1885 erwarb der Inhaber der Firma J. A. Gilka, Kommerzienrat Theodor Gilka (1841–1907), das Rittergut mit Brauerei, die er unter der Firma Dessower Schloßbrauerei Th. Gilka weiterführte. Von 1912 bis 1972 war die Brauerei eine Wirtegenossenschaft und danach der VEB Brauerei Dessow. 1992 wurde die Schlossbrauerei Dessow durch die Oettinger Brauerei übernommen. Mit einem Ausstoß von etwa 280.000 Hektolitern im Jahr 2001 war die Zweigniederlassung in Dessow eine Großbrauerei. Am 1. August 2009 wurde der Betrieb eingestellt.

## Verkehr
Das Dorf liegt an der Kreisstraße 6806, die im Ort als Neuruppiner Straße geführt wird. Die Dorfstraße führt in das südlich von Dessow liegende Ganzer, wo die Straße in die Bundesstraße 167 mündet. Eine weitere Straße führt in das 3,5 Kilometer nördlich liegende Trieplatz.
1902 erhielt Dessow durch die Strecke der Ruppiner Kreisbahn von Neuruppin nach Neustadt Bahnanschluss. Im Ort bestand dafür ein eigener Bahnhof, der teilweise als Dessow (Mark) und Dessow (b Neuruppin) geführt wurde. Der Personenverkehr wurde bis zuletzt von der Prignitzer Eisenbahn GmbH abgewickelt. Am 9. Dezember 2006 wurde der Schienenverkehr nach 104 Jahren auf der Strecke eingestellt.